# Offener Unterricht
Offener Unterricht ist ein Unterrichtskonzept, das auf eine Öffnung des schulischen Unterrichts abzielt, was vor allem eine klar nachvollziehbare Unterrichtsplanung und eine veränderte Funktion der Lehrperson meint; diese steht nicht vorrangig im Zentrum des Unterrichts, sondern stellt bedürfnisgerechte Lernumgebungen innerhalb und außerhalb der Schule bereit, in denen die Kinder ihr Lernen selbständiger organisieren. Offener Unterricht setzt sich abwechselnd aus von der Lehrperson konzipierten sowie von den Lernenden teilweise bzw. vollständig frei gestalteten Phasen zusammen.

## Begriff
In der Erziehungswissenschaft gibt es keine einheitliche Definition offenen Unterrichts. Meist soll mit der Bezeichnung offener Unterricht darauf hingewiesen werden, dass die jeweils gemeinte Unterrichtsform offener als Frontalunterricht ist.
Die Dissertation „Offener Unterricht“ von Falko Peschel legt anhand von Bestimmungsrastern fest, wie beliebige Formen von Unterricht in Bezug auf ihre Offenheit beschrieben werden können. Peschels Konzeption offenen Unterrichts wird in wissenschaftlicher Literatur mitunter als „radikal offener Unterricht“ rezipiert.
Dass dieser „radikal offene Unterricht“ – eine Bezeichnung, die auch Peschel selbst für seinen Ansatz ebenso reklamiert wie eine „konsequente Öffnung“ – nicht im Sinne eines „Totalkonzepts“ (mit völliger Offenheit resp. Freiheit für die Lernenden) zu verstehen ist, zeigt Heinzel. Vielmehr finden sich auch bei Peschel sowohl in seiner Konzeption als auch der unterrichtlichen Umsetzung eine „grobe Orientierung“ an den Lehrplänen, „eine Zusammenstellung der grundlegenden Anforderungen der Fächer als Minimalkonsens der in der Schulzeit auf jeden Fall abzudeckenden Inhalte“ und eine Anpassung an die „situativen Gegebenheiten“. Im sehr individuell gestalteten Unterricht, den Peschel selbst nicht als Unterricht bezeichnet, steuert der Lehrer oder zumindest beeinflusst er die inhaltlichen, sozialen, methodischen etc. Lernprozesse seiner Lerngruppe durch Impulse, Vorschläge und Materialien, Formulieren von Fragen, Anregungen von Denkprozessen, Interventionen sowie Kritik etc. und damit ganz im Sinne eines „Situationskonzepts“. Auch die Tatsache, dass er die Lehrplanvorgaben „am Anfang eines jeden Schuljahres sowohl mit den Kindern als auch den Eltern“ bespricht, kann als Einschränkung einer radikalen Offenheit angesehen werden. Eine Einschränkung von Offenheit auf je unterschiedlichen Feldern und mit verschiedenen graduellen Ausprägungen gilt im Übrigen auch für alle anderen publizierten Ansätze.

## Allgemeines
Offener Unterricht unterscheidet sich von anderen Unterrichtsformen dadurch, dass:
- die individuellen fachlichen und überfachlichen Lerninteressen der Kinder das Lerngeschehen bestimmen, und darüber hinaus auch
- das soziale Geschehen und
- die über die Lerngruppe/Klasse hinausgehenden Interaktionen – auch die außerschulischen –

von den Kindern selbständiger geregelt werden.
Kernelement des offenen Unterrichts sind die Individuen in der Lerngruppe und die Interessen dieser Lerner. Die Einteilung des Unterrichts nach Fächern ist ebenso wenig notwendig wie die Festlegung eines Kanons von Inhalten und steht dem offenen Unterricht entgegen.
Der Offene Unterricht als Organisationsform benötigt allerdings in jeder Phase uneingeschränkte Unterstützung durch die beteiligten Erwachsenen (Lehrer, Schuladministration und -organisation, Eltern). Im Laufe der Zeit stabilisiere sich die Lerngruppe und werde in ihren Entscheidungen vom Lehrer unabhängiger.
Es liegen vielfältige Erfahrungen aus der Unterrichtspraxis vor. Pädagogen, die das Konzept begründet und verbreitet haben, sind vor allem Hans Brügelmann, Falko Peschel, Jörg Ramseger und Wulf Wallrabenstein sowie Bärbel Nicolas. Sehr ausführliche Dokumentationen von vollständigen Grundschuldurchgängen (1.-4. Schulj.) finden sich bei Peschel und Heinzel.

## Folgerungen in der Praxis
Für den Ablauf des Schulalltages hat die Vertauschung der organisationsleitenden Prinzipien von Fachdidaktik gegen Interessen des Individuums weitreichende Folgen:
organisatorisch
Die Lerner bestimmen selbst:
-zeitlich: wann sie an einem Thema arbeiten
-räumlich: wo sie an einem Thema arbeiten
-kooperativ: mit wem sie an einem Thema arbeiten
methodisch
Die Lerner bestimmen selbst:
-wie sie ihr Thema bearbeiten
-welchen methodischen Zugang zum Thema sie wählen
inhaltlich
Die Lerner bestimmen selbst:
-woran, bzw. an welchem Thema sie arbeiten
sozial
Die Lerner bestimmen selbst:
-über die Regeln und den Ablauf des Klassenlebens
-über die Konsequenzen, die sich in Problemfällen ergeben
persönlich
Die Lerner bestimmen selbst:
-welche Werte und Prioritäten sie für ihr Leben wählen

## Formen
Übliche Formen dieses offenen Unterrichts sind
- Freiarbeit
- Projektunterricht / projektorientierter Unterricht
- Entdeckendes Lernen
- Forschendes Lernen
- Selbstbestimmtes Lernen

Unter bestimmten Umständen kann der im Folgenden genannte Unterricht eine Arbeitsform des offenen Unterrichts sein, nämlich dann, wenn der Schüler selbständig und selbstverantwortlich an seinen selbstgewählten Arbeitsvorhaben arbeiten kann. Er kann aber genauso gut ein geschlossener (lehrer-, material- oder themenzentrierter) Unterricht sein.
- Wochenplanunterricht
- Werkstattunterricht

Die folgenden Unterrichtsformen werden oft dem offenen Unterricht zugerechnet. Tatsächlich beschränkt sich die Offenheit dieses Unterrichts darauf, an vorgeschriebenen Stationen vorgegebene Aufgaben zu erledigen, bestenfalls 'frei' zwischen verschiedenen Aufgaben auszuwählen, bzw. beim materialgeleiteten Unterricht 'frei' zwischen vorgegebenen Materialien auszuwählen. Hans Brügelmann spricht hier von einer bloß methodisch-organisatorischen Öffnung im Gegensatz zur didaktisch-inhaltlichen Öffnung, bei der die Schüler nicht nur die Arbeitsbedingungen, sondern auch die Aufgaben mitgestalten können, und zur noch weiter gehenden pädagogisch-politischen Öffnung, die den Schülern auch eine inhaltliche Mitbestimmung erlaubt. Bei der Methode Lernen durch Lehren (LdL) werden z. B. die Materialien durch die Lehrwerke in der Regel vorgegeben, wobei nur die Art der Wissensvermittlung (Sozialformen, Lehr- und Lerntechniken) von den Schülern allein verantwortet wird. Im fortgeschrittenen Unterricht können dann auch die Inhalte zum Zwecke der Vermittlung von den Schülern selbst gewählt oder neu erstellt werden.
- Stationenlernen
- materialgeleitetes Lernen
- Lernen durch Lehren (LdL)

Es findet immer wieder eine Vermischung des radikal „Offenen Unterrichts“ nach Peschel, reformpädagogisch orientiertem Unterricht verschiedener Richtungen und anderem 'offenen Unterricht' statt, der zwar auch für sich in Anspruch nimmt, „offen“ zu sein, aber inhaltlich die „Offenheit“ ganz anders – nämlich viel eingeschränkter – bestimmt.
Ein Beispiel für die fachdidaktische Umsetzung des Konzepts ist der Spracherfahrungsansatz für die Förderung des Schriftspracherwerbs.
Feyerer und Prammer weisen darauf hin, dass ein gemeinsamer Unterricht von behinderten und nichtbehinderten Schülern unbedingt ein offener, schülerzentrierter Unterricht sein muss, der auf die individuellen Lernvoraussetzungen innerhalb eines gemeinsamen Lerngegenstandes Rücksicht nimmt. Die Hauptaufgabe der Lehrer ist es, pädagogische Freiräume zu schaffen, die es den Schülern ermöglicht, Antworten auf eigene Fragen durch kritische Auseinandersetzung mit der Welt zu finden. Unterschiedliche Arbeitstempi, Aufmerksamkeitsspannen, Vorerfahrungen, Bewegungs- und Kommunikationsbedürfnisse werden dabei nicht als Störungen empfunden, sondern als individuelle Lernbedingungen in die Unterrichtsarbeit einbezogen.

### Offener Unterricht in der Definition von Peschel
- F. Peschel: Offener Unterricht – Idee, Realität, Perspektive und ein praxiserprobtes Konzept zur Diskussion. Band I: Allgemeindidaktische Überlegungen. Band II: Fachdidaktische Überlegungen. Schneider Verlag Hohengehren, Baltmannsweiler 2002.
- F. Peschel: Offener Unterricht in der Evaluation Teil I. 2. Auflage. Schneider Verlag Hohengehren, Baltmannsweiler 2006.
- F. Peschel: Offener Unterricht in der Evaluation Teil II. 2. Auflage. Schneider Verlag Hohengehren, Baltmannsweiler 2006.
- H. Brügelmann: Schule verstehen und gestalten – Perspektiven der Forschung auf Probleme von Erziehung und Unterricht. Libelle Verlag, CH-Lengwil 2005.
- J. Göndör: Offener Unterricht: ... hier lerne ich was ich will! Von der Freiheit, das eigene Lernen im Unterricht selbst zu bestimmen. Edition Winterkorn, Borsdorf 2013, ISBN 978-3-86468-520-0.

### Offener Unterricht als allgemeiner Begriff (offenere Unterrichtsformen)
- Michael Bannach: Selbstbestimmtes Lernen. Freie Arbeit an selbst gewählten Themen. Baltmannsweiler 2002, ISBN 3-89676-525-6.
- Michael Bannach, L. Sebold, B. Wehmeyer (Hrsg.): Wege zur Öffnung des Unterrichts. Oldenbourg Verlag, München 1997, ISBN 3-486-98749-6.

- Thorsten Bohl, Diemut Kucharz: Offener Unterricht heute. Konzeptionelle und didaktische Weiterentwicklung. (= Studientexte für das Lehramt; Bd. 22). Beltz Verlag, Weinheim/Basel 2010, neu ausgestattete Sonderausg. 2013, ISBN 978-3-407-25490-0.
- Hans Brügelmann, Erika Brinkmann: Öffnung des Anfangsunterrichts. Theoretische Prinzipien, unterrichtspraktische Ideen und empirische Befunde. 2. Auflage. Arbeitsgruppe Primarstufe, Universität. Universi Verlag, Siegen 2009.
- Horst Heinzel: „Empirische Fallstudie und vergleichender Sachstandsbericht zur Offenheit in Unterricht, Schule und deren Umfeld“. Dissertation Siegen 2006.
- Eiko Jürgens: Die ‚neue‘ Reformpädagogik und die Bewegung Offener Unterricht – Theorie, Praxis und Forschungslage. 6. Auflage. Academia Verlag, Sankt Augustin 2004, ISBN 3-89665-323-7.

## Nachweise
1. ↑  Gernot Gonschorek, Susanne Schneider: Einführung in die Schulpädagogik und die Unterrichtsplanung. 7. Auflage. Auer, Donauwörth 2010, ISBN 978-3-403-03216-8, S. 260 f.
2. ↑  F. Peschel: Offener Unterricht in der Evaluation Teil I, Baltmannsweiler 2006, S. 54f.
3. ↑  E. Riethmayer: Offener Unterricht in der Primar- und Sekundarstufe I. 2010, S. 2 f. URN: urn:nbn:de:0111-opus-33217 (online verfügbar: http://www.pedocs.de/volltexte/2010/3321/pdf/Offener_Unterricht_in_der_Primar_und_der_Sekundarstufe_I_D_A.pdf abgerufen: 22. Juli 2017)
4. ↑   H. Heinzel: "Empirische Fallstudie und vergleichender Sachstandsbericht zur Offenheit in Unterricht, Schule und deren Umfeld" Dissertation 2006, S. 648 ff.; 896 ff. URN: urn:nbn:de:hbz:467-2268 (online verfügbar: https://dspace.ub.uni-siegen.de/handle/ubsi/226)
5. ↑   H. Heinzel Dissertation 2006, S. 176–591
6. ↑  F. Peschel: Offener Unterricht. Teil II, Hohengehren, 2002, S. 36ff.
7. ↑  Hans Brügelmann: Die Öffnung des Unterrichts muss radikaler gedacht werden. Abgerufen am 15. Januar 2024.
8. ↑  Ewald Feyerer, Wilfried Prammer: Integrativer Unterricht auf der Sekundarstufe I - Anregungen für eine integrative Praxis (2023/2003). Abgerufen am 15. Januar 2024.

Die Quelle zu diesem Artikel ist die Dissertation Falko Peschels: Offener Unterricht – Idee, Realität, Perspektive und ein praxiserprobtes Konzept zur Diskussion. Band I, II und Offener Unterricht in der Evaluation. Teil I, II.